# Дрібна спекуляція
Дрібна́ спекуля́ція — в радянському праві — правопорушення, що полягає в скуповуванні та перепродажу з метою наживи товарів або інших предметів, на які встановлено державні роздрібні ціни, в підприємствах (організаціях) торгівлі, а так само інших підприємствах, що здійснюють реалізацію товарів або інших предметів населенню.
Терміни «спекуляція», «дрібна спекуляція» використовувалися владою для боротьби з ринковими відносинами.